# Rivulus uroflammeus
Rivulus uroflammeus är en fiskart som beskrevs av Bussing, 1980. Rivulus uroflammeus ingår i släktet Rivulus och familjen Rivulidae. Inga underarter finns listade i Catalogue of Life.